# Ryan Coetzee (nuotatore)
Ryan Coetzee (Phalaborwa, 12 agosto 1995) è un nuotatore sudafricano.

## Palmarès
- Giochi panafricani

Casablanca 2019: oro nei 100m farfalla, nella 4x100m sl, nella 4x100m misti e nella 4x100m sl mista e bronzo nei 50m farfalla.
- Giochi del Commonwealth

Gold Coast 2018: bronzo nei 50m farfalla.
- Mondiali giovanili

Dubai 2013: bronzo nella 4x100m misti.